# Polskie Towarzystwo Farmaceutyczne

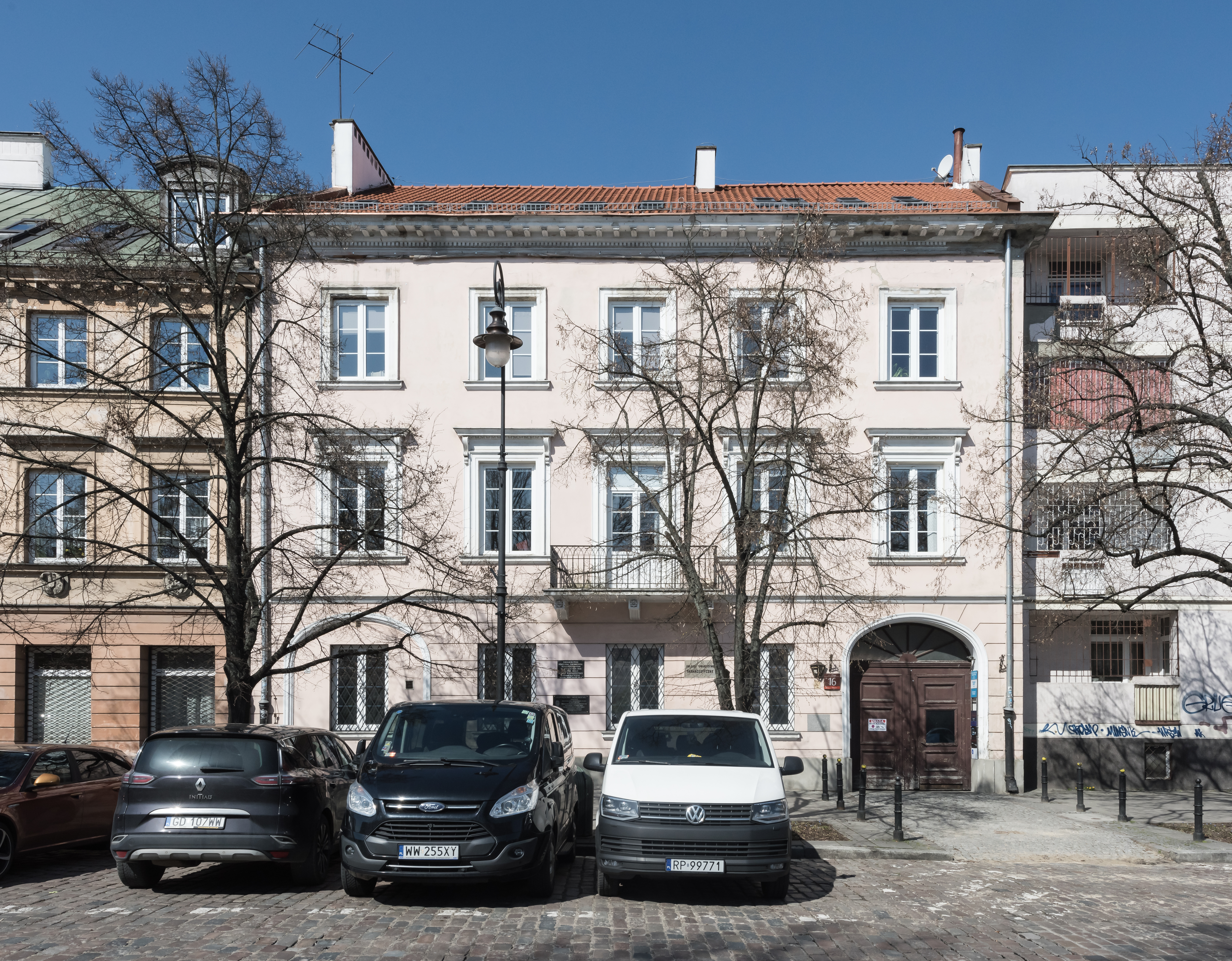
Kamienica przy ul. Długiej 16 w Warszawie, siedziba stowarzyszenia

Polskie Towarzystwo Farmaceutyczne (PTFarm) – polskie stowarzyszenie naukowe. Siedziba Zarządu Głównego znajduje się przy ul. Długiej 16 w Warszawie.
Pierwszym prezesem Towarzystwa był prof. dr hab. Jan Kazimierz Muszyński.

## Historia
Historia stowarzyszenia sięga XIX w. Bezpośrednim poprzednikiem Polskiego Towarzystwa Farmaceutycznego było Towarzystwo Przyjaciół Wydziałów i Oddziałów Farmaceutycznych przy Uniwersytetach, założone z inicjatywy prof. Bronisława Koskowskiego w 1925. Zostało utworzone 30 listopada 1947 roku.
Strukturę tworzy 16 oddziałów terenowych zrzeszających członków Towarzystwa w regionach. Członkiem stowarzyszenia może zostać osoba, która posiada obywatelstwo polskie i dyplom magistra farmacji; także osoba interesująca się naukami farmaceutycznymi i legitymująca się dyplomem ukończenia uczelni wyższej. W ramach Polskiego Towarzystwa Farmaceutycznego pracuje też 13 ogólnopolskich sekcji tematycznych.

## Cele statutowe Towarzystwa
Cele statutowe Towarzystwa obejmują m.in. podnoszenie naukowego i fachowego poziomu wiedzy farmaceutów, propagowanie postępów nauki wśród przedstawicieli zawodu, propagowanie zasad deontologii farmaceutycznej, dostarczanie eksperckiej wiedzy opartej na dowodach naukowych, potrzebnej do procesu kształtowania skutecznej i wydajnej polityki opieki zdrowotnej. Przedstawiciele Towarzystwa uczestniczą w opracowywaniu zmian programów kształcenia, innych form doskonalenia zawodowego, zmian legislacyjnych, reprezentują Towarzystwo w organizacjach i strukturach międzynarodowych. Celem Towarzystwa jest również roztaczanie opieki nad zabytkami i przedmiotami związanymi z dziejami farmacji w Polsce.

## Działalność
Dla osiągnięcia celów statutowych Towarzystwo organizuje zjazdy naukowe, konferencje, zebrania naukowo-szkoleniowe, kursy szkoleniowe, ogólnopolskie konkursy prac magisterskich z zakresu nauk farmaceutycznych, prowadzi działalność wydawniczą, popularyzującą wiedzę z obszaru farmacji. Przedstawiciele Towarzystwa biorą udział w pracach komisji, zespołów roboczych wypracowujących rozwiązania i zmiany w inicjatywach podejmowanych przez władze państwowe, administracyjne, samorząd zawodowy.
Polskie Towarzystwo Farmaceutyczne prowadzi też współpracę międzynarodową (m.in. FIP, EUFEPS, EuroPharm Forum, ISHP), której efektem było powierzenie mu organizacji ważnych wydarzeń naukowych o zasięgu światowym (5–10 września 1976 r. – 36 Międzynarodowy Kongres Nauk Farmaceutycznych i 26 Zgromadzenie Generalne FIP czy 12–15 września 2017 r. – 43 Międzynarodowy Kongres Historii Farmacji).

## Prezesi Polskiego Towarzystwa Farmaceutycznego
- prof. dr hab. Jan Kazimierz Muszyński (1947–1952)
- prof. dr hab. Feliks Modrzejewski (1952–1954)
- prof. dr hab. Stanisław Krauze (1954–1956 oraz 1962–1967)
- prof. dr hab. Maksym Nikonorow (1956–1960 oraz 1967–1970)
- prof. dr hab. Franciszek Adamanis (1960–1962)
- prof. dr hab. Leszek Krówczyński (1970–1976)
- prof. dr hab. Wincenty Kwapiszewski (1976–1989)
- prof. dr hab. Witold Wieniawski (1989–1998)
- prof. zw. dr hab. Michał Umbreit (1998–2001)
- prof. dr hab. Janusz Pluta (2001–2021)
- dr hab. Bożena Karolewicz, prof. uczelni (2021-obecnie)

## Działalność wydawnicza
Towarzystwo wydaje trzy czasopisma:
- „Farmacja Polska” (od 1945 r.) – obecnie miesięcznik (ISSN 0014-8261, e-ISSN (on-line) 2544-8552);
- „Acta Poloniae Pharmaceutica – Drug Research” – obecnie dwumiesięcznik (ISSN 0001-6837, e-ISSN (on-line) 2353-5288) (od 1994 r., będący kontynuacją „Acta Poloniae Pharmaceutica”, którego pierwszy numer ukazał się w grudniu 1937 r.);
- „Bromatologia i Chemia Toksykologiczna” (od 1968 r., wznowione w 1990 r.) – obecnie kwartalnik, e-ISSN (on-line) 2553-9054.

PTFarm jest wydawcą „Standardów jakościowych w farmacji onkologicznej Polskiego Towarzystwa Farmaceutycznego”.
PTFarm do roku 2011 było również wydawcą kolejnych wydań „Farmakopei Polskiej” i jej dystrybutorem do 2018 r.

## Godności, medale, wyróżnienia
Polskie Towarzystwo Farmaceutyczne swych najbardziej zasłużonych członków wyróżnia tytułem Członka Honorowego; Medalem imienia Ignacego Łukasiewicza oraz Odznaką Honorowa PTFarm.
Przyznaje też nagrody naukowe za prace habilitacyjne, prace magisterskie i najlepsze publikacje w zakresie nauk farmaceutycznych.